# Peter González
Peter Federico González Carmona (ur. 25 lipca 2002 w Madrycie) – dominikański piłkarz grający na pozycji skrzydłowego w klubie Getafe CF oraz reprezentacji Dominikany. Zdobywca pierwszej bramki dla Dominikany w historii Złotego Pucharu CONCACAF.

## Kariera
Występował w Getafe Olímpico i Ciudad Getafe. W 2015 dołączył akademię Realu Madryt. Przez 4 lata grał w Castilli. W seniorskiej drużynie Realu zadebiutował 22 grudnia 2021 w La Lidze przeciwko Athletic Bilbao. W 2024 został wypożyczony do Valencia CF. 4 lipca tego samego roku dołączył do Getafe CF.
Występował w młodzieżowych kadrach Dominikany. Znalazł się w składzie na Igrzyska Olimpijskie 2024. W dorosłej reprezentacji Dominikany zadebiutował 21 marca 2025 przeciwko Portoryko. Pierwszą bramkę w kadrze zdobył 10 czerwca 2025 w meczu  z Dominiką. Został powołany na Złoty Puchar CONCACAF 2025. Tam w meczu otwarcia z Meksykiem (2:3) zdobył pierwszą bramkę dla swojego kraju w historii tego turnieju.